# オキシ水銀化

オキシ水銀化反応

オキシ水銀化（オキシすいぎんか、英: Oxymercuration）は、アルケンを中性のアルコールへと変換する求電子付加反応である。オキシ水銀化において、アルケンは水溶液中で酢酸水銀(II)（AcO–Hg–OAc）と反応し、アセトキシ水銀（HgOAc）基およびヒドロキシ（OH）基の二重結合の両側への付加がもたらされる。カルボカチオン（炭素陽イオン）はこの過程で形成されず、ゆえに転位も観察されない。本反応はマルコフニコフ則（ヒドロキシ基は常により置換基が多い炭素に付加する）に従い、アンチ付加（2つの付加基は互いにトランスに関係にある）である。
オキシ水銀化とそれに続く還元的脱水銀化はオキシ水銀化–還元反応またはオキシ水銀化–脱水銀化反応と呼ばれる。オキシ水銀化はほぼ常に還元的脱水銀化と組み合わせて行われる。

## 機構

巻き矢印による反応機構の説明。

オキシ水銀化は3つの段階で完全に記述することができる。第一段階では、求核的な二重結合が水銀イオンを攻撃し、アセトキシ基が離れる。次に水銀イオン上の電子対が二重結合上の炭素を攻撃し、「マーキュロニウムイオン」（水銀原子が正電荷を帯びている）が形成される。二重結合の最高被占分子軌道中の電子対が水銀の空の6s軌道に供与され、水銀のdxz（またはdyz）軌道中の電子対が二重結合の最低空分子軌道に供与される。
第2段階では、求核的な水分子がより置換基の多い炭素原子を攻撃し、その炭素と水銀の結合に関与していた2電子が解放される。この2電子は水銀イオンへと流れて、水銀イオンを電気的に中和する。付加した水分子中の酸素原子は正電荷を帯びる。
第3段階では、第1段階で追い出された負の電荷を持つアセトキシイオンがプロトン化されたヒドロキシ基のプロトンを攻撃して、酢酸が形成される。酸素原子と攻撃された水素原子間の結合に関与していた2電子は酸素へと流れこみ、酸素の正電荷を中和して、最終生成物のアルコールが作られる。

## 位置選択性と立体選択性
オキシ水銀化は非常に位置選択的であり、教科書的なマルコフニコフ反応である。極端な場合を除けば、求核剤の水は常により置換基の多い炭素原子を優先的に攻撃し、ヒドロキシ基を付加する。この現象は第1段階の最後に形成されるマーキュロニウムイオンの2つの共鳴構造を調べることによって説明される。
これらの構造を詳細に調べると、水銀原子の正電荷は時折（約4%の時間）より置換基の多い炭素原子上に存在する。これが非常に反応性の高い求電子剤である一時的な三級カルボカチオンを形成する。求核剤はこの時にマーキュロニウムイオンを攻撃する。したがって、求核剤はより置換基の多い炭素原子を攻撃する。
立体化学的には、オキシ水銀化はアンチ付加である。第2段階で説明されたように、求核剤は立体障害のため水銀イオンを同一面から炭素原子を攻撃できない。
置換シクロヘキセンを用いたオキシ水銀化反応の位置選択性と立体特異性の例を以下に示す。tert-ブチルのような嵩高い基は、環をいす形に固定し、環の反転を防ぐ。4-tert-ブチルシクロヘキセンの場合、オキシ水銀化によって2つの生成物が得られるが、二重結合の両端への付加は常にアンチであり、tert-ブチル基に対してトランスのアセトキシ水銀基がわずかに優先され、結果的にシス生成物がわずかに多くなる。1-メチル-4-tert-ブチルシクロヘキセンでは、オキシ水銀化によって1つの生成物しか得られず、やはり二重結合の両端へのアンチ付加となり、水はより置換された炭素のみを攻撃する。二重結合へのアンチ付加の理由は、水の孤立電子対と、アセトキシ水銀基の反対側にあるマーキュロニウムイオンの空軌道との軌道の重なりを最大化するためである。位置選択性は、水がより置換度の高い炭素を攻撃する方に有利であることが観察されたが、水は二重結合へシン付加しないため、遷移状態は水がアセトキシ水銀基の反対側から攻撃する方に有利であることが示唆された。

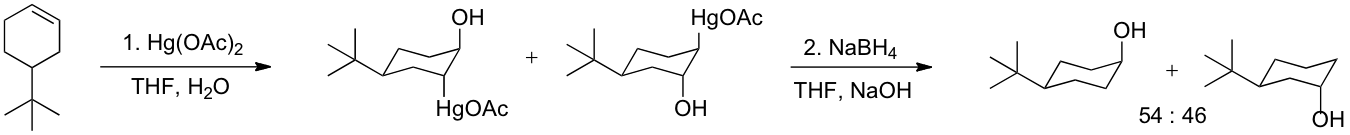
オキシ水銀化の立体特異性

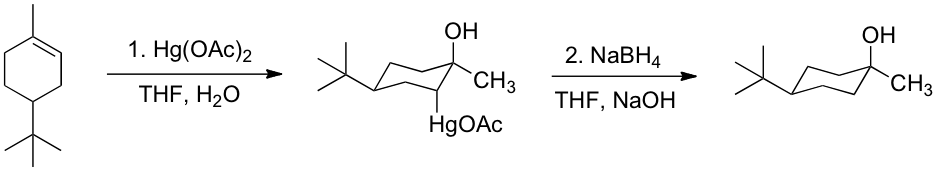
オキシ水銀化の位置選択性

## オキシ水銀化–還元
実際面では、オキシ水銀化反応によって作られた水銀付加生成物は、ほぼ常に塩基水溶液中で水素化ホウ素ナトリウム（(NaBH4）によって処理される（脱水銀化と呼ばれる）。脱水銀化において、アセトキシ水銀基は還元的脱離と呼ばれる立体特異的ではない反応で水素原子に置き換わる。オキシ水銀化と直後の脱水銀化の組み合わせはオキシ水銀化–還元反応と呼ばれる。
したがって、オキシ水銀化–還元反応は全体としては二重結合の両端への水の付加である。オキシ水銀化の段階で得られた立体化学は脱水銀化段階でごちゃごちゃになる（ヒドロキシ基と水素原子の関係は互いにシスまたはトランスとなる）。オキシ水銀化反応は、カルボカチオン中間体と複雑な混合物をもたらしうる転位を避けながらマルコフニコフ型の立体選択性を持つアルケンの水和を達成するための人気のある実験室での手法である。

## その他の応用
オキシ水銀化は水と反応するアルケンに限定されない。アルケンの代わりにアルキンを使用するとエノールが得られ、エノールはケトンに互変異性化する。水の代わりにアルコールを使用するとエーテルが得られる。どちらの場合も、マルコフニコフ則が観察される。

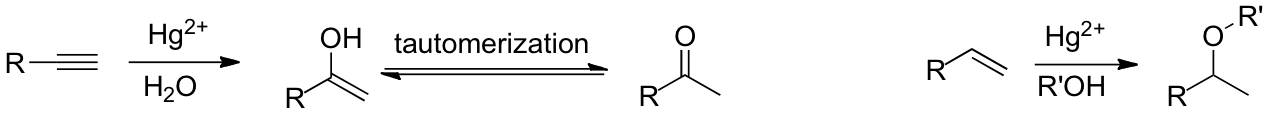
オキシ水銀化のその他の応用

アルコール存在化でビニルエーテルを使用するとアルコールからエーテルへのアルコキシ基（RO–）の転移が起こる。オキシ水銀化反応の条件化でアリルアルコールとビニルエーテルはクライゼン転位に適したR–CH=CH–CH2–O–CH=CH2を与える。

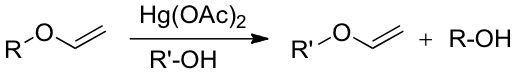
水銀が触媒するエノールエーテルの交換

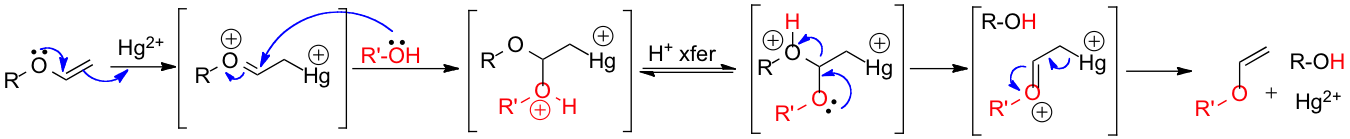
上記の反応の機構